# 須貝尚介
須貝 尚介（すがい なおすけ、1966年6月3日 - ）は、JRA・栗東トレーニングセンター所属の調教師で、元騎手。父は須貝彦三元調教師。須貝四郎は叔父（彦三の弟）。

## 来歴
1985年、JRA競馬学校を第1期生として卒業して騎手免許を取得、父の須貝彦三厩舎からデビュー。同期には石橋守、柴田善臣らがいる。初騎乗は同年3月2日、阪神競馬第1競走のシンコキン、初勝利は翌3月3日、阪神競馬第7競走のハギノグッディーであった。デビュー年の成績は150戦14勝。
1990年の第30回きさらぎ賞をハクタイセイで制しJRA重賞初勝利を挙げる。
2008年に調教師免許を取得し、騎手を引退。調教師へ転身した。騎手成績は4,163戦302勝で、そのうち重賞は4勝だった。
2009年に厩舎を開業、3月14日の阪神競馬第7競走のホッコーワンマン（熊沢重文騎手騎乗）で調教師として初勝利を挙げた。
2012年2月12日、共同通信杯をゴールドシップで制し、調教師として重賞初勝利を挙げた。同年4月15日、皐月賞をゴールドシップで制し、G1初勝利を挙げた。同年10月21日、菊花賞をゴールドシップで制しJRA通算100勝目を挙げた。厩舎開業から3年7ヶ月21日での100勝達成は矢作芳人の3年8か月16日を抜いて、調教師としてJRA史上最速の記録となった。
2014年3月29日、ドバイデューティーフリー(ドバイターフ)をジャスタウェイで制した。1分45秒52と、従来のレコードを2秒以上更新し、6馬身以上の差をつけての圧勝したことが高く評価された。この結果より、国際クラシフィケイションにおいて130ポンドの評価を受け、日本競馬史上初となる単独世界1位にランキングされた。
その快挙によって、2015年ワールド・ベスト・レースホース・ランキングでジャスタウェイが日本調教馬初の1位となり、ロンドンで表彰された。
2015年8月22日、札幌10Rでアドマイヤゴッドが1着となり、現役105人目となるJRA通算200勝を達成した。
2018年6月16日、東京4Rでアグリッパーバイオが1着となり、現役62人目となるJRA通算300勝を2755戦目で達成し、騎手と調教師の両方で300勝を挙げた。
2020年12月20日中京競馬8Rでルビーカサブランカが勝利し、JRA通算400勝を3647戦目で達成した。
2023年4月2日、阪神9Rの明石特別でテーオーソラネルが1着となり、現役24人目となるJRA通算500勝を4327戦目で達成した。

## 騎手成績
| 通算成績 | 1着 | 2着 | 3着 | 騎乗数 | 勝率 | 連対率 |
| -------- | --- | --- | --- | ------ | ---- | ------ |
| 平地     | 302 | 310 | 326 | 4163   | .073 | .147   |

|            | 日付          | 競走名           | 馬名             | 頭数 | 人気 | 着順 |
| ---------- | ------------- | ---------------- | ---------------- | ---- | ---- | ---- |
| 初騎乗     | 1985年3月2日  | -                | シンコキン       | 8頭  | -    | 6着  |
| 初勝利     | 1985年3月3日  | -                | ハギノグッディー | -    | -    | 1着  |
| 重賞初騎乗 | 1985年8月18日 | 函館記念         | リウジンフジ     | 14頭 | 8    | 6着  |
| 重賞初勝利 | 1990年2月11日 | きさらぎ賞       | ハクタイセイ     | 12頭 | 1    | 1着  |
| GI初騎乗   | 1986年11月2日 | エリザベス女王杯 | シンマドンナ     | 19頭 | 6    | 7着  |

### 主な騎乗馬
重賞勝利馬
- ハクタイセイ（1990年きさらぎ賞）
- リンデンリリー（1990年新馬戦で勝利）
- ホクセイシプレー（1992年阪急杯）
- アンブラスモア（1999年小倉記念）
- キタサンヒボタン（2001年ファンタジーステークス）

その他の競走馬
- ポイントフラッグ（2000年新馬戦で勝利、通算1勝。後の管理馬ゴールドシップの母）
- タニノマティーニ（2005年ポートアイランドステークス、2007年UHB杯）

## 調教師成績
|            | 日付           | 競馬場・開催  | 競走名                  | 馬名               | 頭数 | 人気 | 着順 |
| ---------- | -------------- | ------------- | ----------------------- | ------------------ | ---- | ---- | ---- |
| 初出走     | 2009年3月8日   | 1回阪神4日7R  | 4歳上500万下            | ワーキングウーマン | 16頭 | 4    | 11着 |
| 初勝利     | 2009年3月14日  | 1回阪神5日7R  | 4歳上500万下            | ホッコーワンマン   | 15頭 | 10   | 1着  |
| 重賞初出走 | 2009年10月17日 | 4回京都3日11R | デイリー杯2歳S          | ラブグランデー     | 13頭 | 7    | 5着  |
| 重賞初勝利 | 2012年2月12日  | 1回東京6日11R | 共同通信杯              | ゴールドシップ     | 11頭 | 2    | 1着  |
| GI初出走   | 2011年12月18日 | 5回中山6日11R | 朝日杯フューチュリティS | マコトリヴァーサル | 16頭 | 12   | 13着 |
| GI初勝利   | 2012年4月15日  | 3回中山8日11R | 皐月賞                  | ゴールドシップ     | 18頭 | 4    | 1着  |
| 通算100勝  | 2012年10月21日 | 4回京都7日11R | 菊花賞                  | ゴールドシップ     | 18頭 | 1    | 1着  |

## 主な管理馬

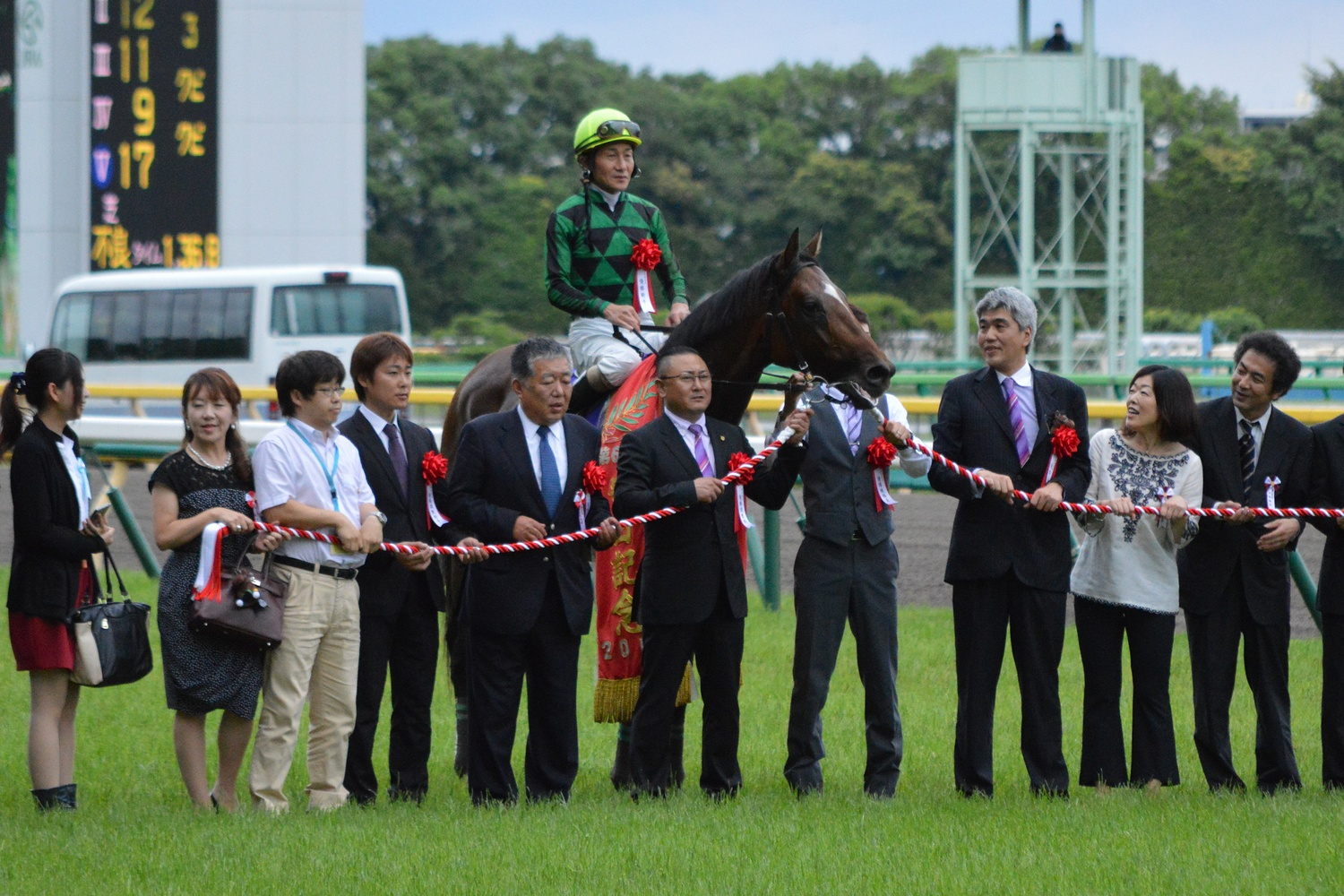
2014年安田記念（優勝馬：ジャスタウェイ）の口取り式。中央に須貝

※括弧内は当該馬の優勝重賞競走、太字はGI級競走。
- ゴールドシップ（2012年共同通信杯、皐月賞、神戸新聞杯、菊花賞、有馬記念、2013年阪神大賞典、宝塚記念、2014年阪神大賞典、宝塚記念、2015年阪神大賞典[7]、天皇賞（春）[8]）
- ジャスタウェイ（2012年アーリントンカップ、2013年天皇賞（秋）、2014年中山記念、ドバイデューティーフリー、安田記念）
- アスカクリチャン（2012年七夕賞、2013年アルゼンチン共和国杯）
- コレクターアイテム（2012年アルテミスステークス）
- ローブティサージュ（2012年阪神ジュベナイルフィリーズ、2014年キーンランドカップ）
- レッドリヴェール（2013年札幌2歳ステークス、阪神ジュベナイルフィリーズ）
- ベルラップ（2014年京都2歳ステークス）
- アドマイヤエイカン （2015年札幌2歳ステークス）
- ロジクライ （2016年シンザン記念、2018年富士ステークス）
- アルバートドック （2016年七夕賞）
- シュウジ （2016年阪神カップ）
- アドマイヤリード （2017年ヴィクトリアマイル）
- トリオンフ （2018年小倉大賞典、小倉記念、2020年中山金杯）
- スワーヴアラミス（2020年マーチステークス、2021年エルムステークス、2022年東海ステークス）
- アドマイヤジャスタ（2020年函館記念）
- ソダシ（2020年札幌2歳ステークス、アルテミスステークス、阪神ジュベナイルフィリーズ、2021年桜花賞、札幌記念、2022年ヴィクトリアマイル）
- ステラヴェローチェ（2020年サウジアラビアロイヤルカップ、2021年神戸新聞杯）
- ルビーカサブランカ（2022年愛知杯）
- ショウナンナデシコ（2022年エンプレス杯、マリーンカップ、かしわ記念、スパーキングレディーカップ）
- プルパレイ（2022年ファルコンステークス）
- ドルチェモア（2022年サウジアラビアロイヤルカップ、朝日杯フューチュリティステークス）[9]
- フリームファクシ（2023年きさらぎ賞）[10]
- マジックサンズ（2024年札幌2歳ステークス）
- アルテヴェローチェ（2024年サウジアラビアロイヤルカップ）[11]
- クリノメイ（2025年チューリップ賞）
- ヴェローチェエラ（2025年函館記念）

## エピソード
2020年のサウジアラビアロイヤルカップに管理馬が勝利した際、新型コロナウイルス対策の接触制限に違反し騎手との写真を撮影したとして、同年11月、JRAは須貝を書面で「調教師としての自覚を著しく欠く行為」として翌2021年3月からの貸与馬房数を2馬房削減する処分を下した。JRAが2020年10月上旬に「GIレースに限り、調教師が優勝馬の馬主らとの撮影を許可し、原則騎手との撮影を禁止」するという感染防止対策の一部緩和を通知したが、須貝がこれを「GIレース」を「Gレース（重賞）」と錯誤し、かつ「騎手との撮影を原則禁止」する部分を見落としたものによる。
JRAの処分に対し須貝は「軽率であった」と自身の行動を反省したものの、馬房削減の処分については「2つの馬房削減により厩務員1人の解雇に直結し労働組合との関係が生じてくるのみならず、登録頭数を5頭減少させなければならず、来年以降入厩を予定していた2歳馬、当歳5頭の馬主にも多大な迷惑をかけることになる」ことで「（JRAの）処分は恣意的で一方的な判断で行われ（処分権者の）JRA理事長の裁量の範囲を逸脱している」「撮影時に現場のJRA職員らが引き留めるなどの注意喚起がなく、事後の弁明の機会もなく、適正な手続きを欠いた処分」と不当として、2021年9月3日にJRAに対し700万円の損害賠償を求めて大津地方裁判所に提訴した。
裁判は2023年9月6日付で、須貝とJRAの和解が成立した。和解条項には、須貝が写真撮影を行ったことについて、JRAが定める基準にある「不適当な行為」に当たると認める一方で、須貝の2024年3月以降の馬房数査定について、写真撮影の件を理由に「馬房の加増にふさわしくないと認めた者」に該当しないことをJRAが確約する内容が持ち込まれた。これを受けて須貝は損害賠償請求については放棄している。